# Athripsodes dalmatinus
Athripsodes dalmatinus är en nattsländeart som beskrevs av Malicky 1980. Athripsodes dalmatinus ingår i släktet Athripsodes och familjen långhornssländor. Inga underarter finns listade i Catalogue of Life.